# 阿道夫·胡恩莱因
阿道夫·胡恩莱因（德語：Adolf Hühnlein；1881年11月12日—1942年6月18日），德国纳粹党军官、德国国家社会主义汽车军团的领导人。